# Hanka G
Hanka Gregušová, znana jako Hanka G (ur. 28 kwietnia 1980 w Bratysławie) – słowacka wokalistka wykonująca muzykę będącą połączeniem jazzu, soul oraz R&B. 
Zadebiutowała w 2007 roku albumem Reflections of my soul, który wydała dzięki wygranej w konkursie zorganizowanym przez Słowacki Fundusz Muzyczny. Producentem debiutanckiego albumu był słowacki saksofonista jazzowy Radovan Tariska.

## Dyskografia[2]
- Reflections of my soul (2007)
- Essence (2014)